# Vamp (Film)
Vamp ist ein Vampirfilm aus dem Jahre 1986 mit Grace Jones und Chris Makepeace in den Hauptrollen.

## Handlung
Die drei Studenten Keith, A.J. und Duncan sind auf der Suche nach einer Stripperin für eine College-Party, aber alles geht schief. Zuerst bekommen sie Ärger mit einer Albinogang. Als sie endlich ein Striplokal finden und eine gute Stripperin, müssen sie feststellen, dass die Mitarbeiter dort allesamt Vampire sind. Als Erster wird A.J. von der Obervampirin Katrina gebissen. Später kehrt er von den Toten zurück und bittet seinen Freund Keith, ihn mit einem Holzpfahl zu töten. Keith erfüllt den Wunsch seines Freundes und will nun flüchten. Erst zündet er das Vampirlokal an und fährt dann zusammen mit Duncan und einer Kellnerin, die behauptet, Keith zu kennen, davon. Aber auch Duncan wurde bereits gebissen und Keith jagt ihn zusammen mit dem Auto in die Luft.
Plötzlich taucht ein Haufen Vampire auf und Keith und die Kellnerin müssen in die Kanalisation flüchten, wobei sie ihm auch erzählt, wer sie ist und woher sie ihn kennt. Schließlich können sie das unterirdische Versteck der Vampire finden und es anzünden. Am Ende schaffen sie es auch, Katrina zu töten und zu flüchten.

## Kritik
„Parodistischer und vergnüglicher Horrorfilm, stylish und größtenteils rotviragiert im typischen Hinterhof-Look der 80-er Jahre. Die kleine Geisterbahnfahrt hat mit Hauptdarstellerin Grace Jones ihre größte Attraktion. Grace Jones war populär mit One-Woman-Shows, in denen sie in extravaganten Kostümen auftrat und Songs wie „La vie en rose“ coverte. Sie war 1985 im James-Bond-007-Thriller „Im Angesicht des Todes“ und 1984 mit Arnold Schwarzenegger in „Conan – Der Zerstörer“ aufgetreten. 2008/09 erlebte Jones ein Comeback als Sängerin.“

„Ein wenig klingt die Story von “Vamp” wie eine Variante von “From Dusk Till Dawn”, tatsächlich ist dieser Film aber weit vor dem Tarantino/Rodriguez Meisterwerk entstanden. Und anders als es “From Dusk Till Dawn” tut, unterhält “Vamp” nur wenig. Dies liegt an mehreren Umständen. Zum einen tut dem Film sein Alter nicht wirklich gut. Der Großteil der Effekte wirkt einfach gegenüber dem heutigen Standard des Genres deutlich überholt und im Zusammenspiel mit den Kostümen und Frisuren fühlt man sich nicht wie in einem Klassiker, sondern eher wie in einem klassischen B-Movie.

Hinzu kommt, dass die Schauspieler nicht wirklich überzeugend spielen. Die Leistungen wirken alle etwas holprig und man vermisst eine differenzierte Darstellung von Gefühlen. Auch macht die Synchronisation des Films des Gesamterlebnisses schwer zu schaffen. In der mir vorliegenden deutschen Fassung des Film [sic!] wirken viele Dialoge ziemlich hölzern und meist nicht sonderlich intelligent.“

“Vamp” is a wonderful trip down memory lane and a horror comedy that still holds up to this day with vampires who were actually horrifying at one point in time. Imagine that. Equal amounts darkly comedic and creepy, “Vamp” is an eighties gem that still holds up as a competent and engrossing vampire comedy with sharp performances, a thick sense of dread, and achieving the miracle of making Grace Kelly looks ravishingly sexy.

„„Vamp“ ist eine wunderbare Reise in die Vergangenheit und eine Horrorkomödie, die bis heute anhält, mit Vampiren, die zu einem bestimmten Zeitpunkt tatsächlich schrecklich waren. Stell dir das vor. „Vamp“ ist zu gleichen Teilen düster komödiantisch und gruselig und ein Juwel der Achtziger, das sich immer noch als kompetente und fesselnde Vampirkomödie mit scharfen Darbietungen, einem starken Gefühl der Angst und dem Vollbringen des Wunders, Grace Kelly hinreißend sexy aussehen zu lassen, behauptet.“

Rotten Tomatoes verzeichnet 4 positive von 10 Kritiken. Die durchschnittliche Bewertung liegt bei 5,2/10.

## Fassungen
In Deutschland erschien Vamp zunächst gekürzt auf DVD, wobei nur Gewaltszenen entfernt wurden. Die Neuauflage war ungeschnitten, wurde aber indiziert.